# Stagione di college football 1879
La Stagione di college football 1879 fu la undicesima stagione di college football negli Stati Uniti. 
Le università ufficialmente conteggiate furono sette, tuttavia a queste si possono aggiungere Michigan e United States Naval Academy che disputò la sua prima gara sul campo di casa di Annapolis pareggiando 0-0 con una selezione del Baltimore Athletic Club.  Yale, aderì alla Intercollegiate Football Association (IFA).
Secondo l'Official NCAA Division I Football Records Book, College of New Jersey (l'attuale Princeton) e Yale, condividono il titolo di  campione nazionale di quella stagione.

## Classifica finale
| Scuola                | Conference V-S-P | Totale V-S-P |
| --------------------- | ---------------- | ------------ |
| College of New Jersey | -                | 4 - 0 - 1    |
| Yale                  | -                | 3 - 0 - 2    |
| Harvard               | -                | 2 - 1 - 2    |
| Pennsylvania          | -                | 2 - 2        |
| Rutgers               | -                | 2 - 1 - 2    |
| New York University   | -                | 0 - 1        |
| Stevens Tech          | -                | 0 - 3 - 2    |
| Columbia              | -                | 0 - 3 - 2    |
| Navy                  | -                | 0 - 0 - 1    |
| Michigan              | -                | 0 - 0 - 1    |